# ウィルキンソン郡 (ジョージア州)
座標: 北緯32度48分 西経83度10分 / 北緯32.80度 西経83.17度
ウィルキンソン郡（Wilkinson County）は、アメリカ合衆国ジョージア州にある郡。人口は1万0220人（2007年推計）。郡庁所在地はアーウィントン (Irwinton)である。

## 地理
国勢調査局によると、この郡の総面積は1171平方キロ（452平方マイル）で、うち1157平方キロ（447平方マイル）が陸地、総面積の1.21%にあたる14平方キロ（5平方マイル）が水域となっている。
幹線道路
- 国道441号線
- 州道18号線
- 州道29号線
- 州道57号線
- 州道96号線
- 州道112号線
- 州道243号線

隣接する郡
- ボールドウィン郡（北）
- ワシントン郡（北東）
- ジョンソン郡（東）
- ローレンス郡（南東）
- トウィッグス郡（南西）
- ジョーンズ郡（北西）

## 人口動態

2000年国勢調査の結果をもとに作成した郡の人口ピラミッド

2000年の国勢調査時点で、この郡には1万220人、3827世帯、2805家族が暮らしている。人口密度は1平方キロあたり9人で、平方マイルに換算すると23人となる。住居数は4449軒で、1平方キロに平均4軒（1平方マイルあたりでは10軒）が建っていることになる。住民のうち白人は57.96%、アフリカ系は40.70%、ネイティブ・アメリカンは0.21%、アジア系は0.07%、その他の人種は0.40%、混血は0.66%、ヒスパニック（ラテン系）は0.99%を占める。
3827世帯のうち33.7%は18歳未満の子供と暮らしており、50.6%は夫婦で生活している。18.4%は未婚の女性が世帯主であり、26.7%は家族以外の住人と同居している。24.1%が独り身世帯で、10.4%を独居老人の世帯が占める。1世帯あたりの平均構成人数は2.65人、家庭の平均構成人数は3.13人である。
住民のうち27.2%が18歳未満の未成年、9.0%が18歳以上24歳以下、28.1%が25歳以上44歳以下、22.7%が45歳以上64歳以下、13.1%が65歳以上となっており、平均年齢は36歳である。女性100人に対して男性が90.6人いる一方、18歳以上の女性100人に対しては88.1人いる。
一世帯あたりの平均収入は3万2723米ドル、家族ごとでは3万9349米ドルである。男性の平均収入は3万1814米ドル、女性の平均収入は2万1461米ドルで、労働者でない人々も含めた住民一人当たりの収入は1万4658米ドルとなる。総人口の17.9%、家族の14.6%、18歳未満の子供の24.9%、および65歳以上の高齢者の18.0%は貧困線以下の収入で生計を立てている。

## 都市および町
- アレンタウン (en:Allentown, Georgia)
- ゴードン (en:Gordon, Georgia)
- アーウィントン (en:Irwinton, Georgia)
- アイビー (en:Ivey, Georgia)
- マッキンタイアー (en:McIntyre, Georgia)
- トゥームズボロ (en:Toomsboro, Georgia)